# 李拔超
李拔超（？—？），广西省鬰林州福绵镇人，清末民初政治人物。

## 生平
李拔超曾经留学日本宏文学院、第一博物师范。1912年至1913年，他曾任北京临时参议院议员。1917年，他被委任为第二次中华民国临时参议院参议员。